# 岐阜メモリアルセンター長良川競技場
岐阜メモリアルセンター長良川競技場（ぎふメモリアルセンターながらがわきょうぎじょう、英: Gifu Memorial Center Nagaragawa Stadium）は、岐阜県岐阜市の岐阜メモリアルセンター内にある陸上競技場兼球技場。施設は岐阜県が所有し、公益財団法人岐阜県スポーツ協会が指定管理者として運営管理を行っている。

## 施設概要
日本陸上競技連盟第1種公認陸上競技場で、グラウンド面積は20,867m2。トラック・アウトフィールド（全周400m×9コース、直線路150m）は全天候型ウレタン樹脂舗装、インフィールド（ 69m×105m）は天然芝。グラウンド面積13,925m2でナイター設備完備の補助競技場（日本陸上競技連盟公認第3種競技場）を有する。
照明設備はメインスタンド屋根と、バックスタンド側に照明塔2基（500ルクス）を備える。大型映像装置は北側サイドスタンド上部にオーロラビジョン（縦 6.8m × 幅 19.2m）を有する。
収容人員は26,109人 で、サイドスタンド上部のみ芝生席のためJリーグ開催時の収容可能人員は16,300人となっている。2015年度までは約31,000人（メインスタンド 8,000人、サイドスタンド 9,540人、バックスタンド13,460人）だったものの、バックスタンド上部が芝生席であったためJリーグ開催時の収容可能人員は13,896人（メイン6,620人・バックスタンド6,480人）とされており、2014年9月に審査結果が公表された2015年クラブライセンスについて、座席の実勢収容人員がJ1加入に必要な15,000人を満たしておらず、トイレ等の不備もあったことから、FC岐阜に対してはJ2ライセンスのみの取得となった。これを受け、岐阜県知事の古田肇は2014年10月1日に行われた岐阜県議会一般質問において競技場の改修を表明。2015年9月からバックスタンドを一時閉鎖 の上、座席を全面椅子席とした上でトイレの改修も実施し、2016年2月に完了し、2016年はJ1ライセンスが交付された。

## 主なイベント・大会

### 陸上競技
- 高橋尚子杯ぎふ清流ハーフマラソン（2011年 - ）
- ぎふスポーツカーニバル
- 中部実業団対抗陸上競技大会
- 2018年アジアジュニア陸上競技選手権大会
- 日本学生陸上競技対校選手権大会（2019年）
- 全日本実業団対抗女子駅伝競走大会（1992年[7] - 2010年）
- 全日本実業団対抗陸上競技選手権大会（1991年、1999年、2007年、2015年、2022年）
- 全日本中学校陸上競技選手権岐阜県大会
- 全国高等学校総合体育大会陸上競技岐阜県予選会

### サッカー
- FC岐阜のホームゲーム
- 名古屋グランパスエイトのホームゲーム（1993年 - 2001・23年：不定期開催）
- 天皇杯 JFA 全日本サッカー選手権大会
- キリンカップサッカー1992：アルゼンチン代表×ウェールズ代表

### その他
- 第67回国民体育大会（2012年）
- ねんりんピック岐阜2025（2025年予定）

## 使用時間・休館日
- 使用時間：9時〜21時
- 休館日：第1、第3火曜日、閉鎖中の休館日（2009年12月21日～2011年2月末日）
- 芝生養成のためのインフィールド使用制限：3月1日～3月31日ならびに6月1日～7月31日までの期間、1週間当たりの使用日数は2日以内、1日当たりの試合数は3試合以内）

## その他
- 2012年に開催された第67回国民体育大会（ぎふ清流国体）に伴う改修工事が2009年から2011年3月まで行われた。なお、グラウンド部分は2010年12月に工事が終了した。この間FC岐阜は近接地の長良川球技メドウを仮本拠としていた。
- 毎年12月上旬に行われる「全日本実業団対抗女子駅伝競走大会」のスタート・ゴール地点になっていた（1992年の大会から2010年まで）[7]。2011年からは開催都市が宮城県仙台市に変更された。
  - スターターは、岐阜県知事がつとめていた。

## ギャラリー

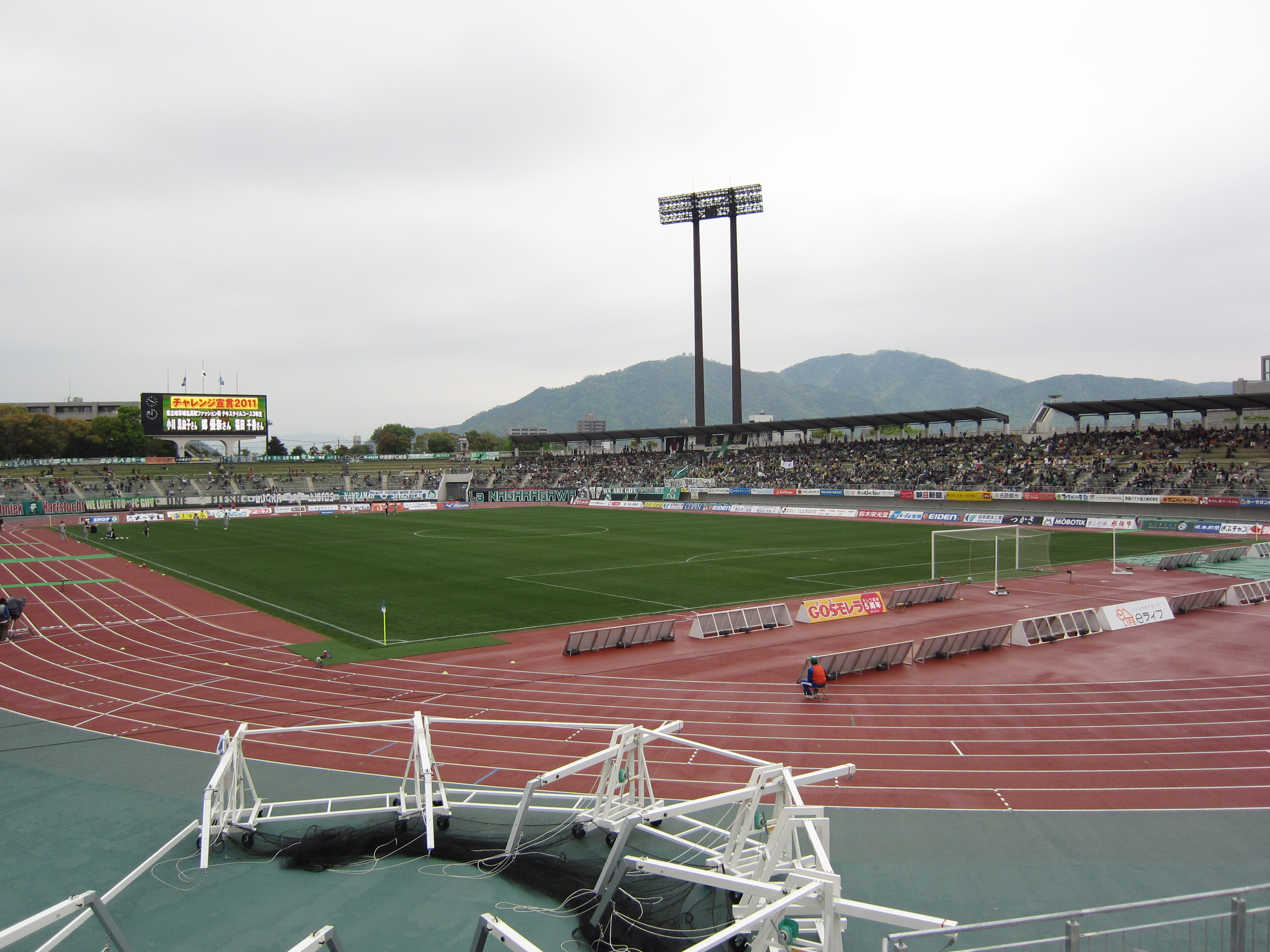
アウェイゴール裏からバックスタンドを見る
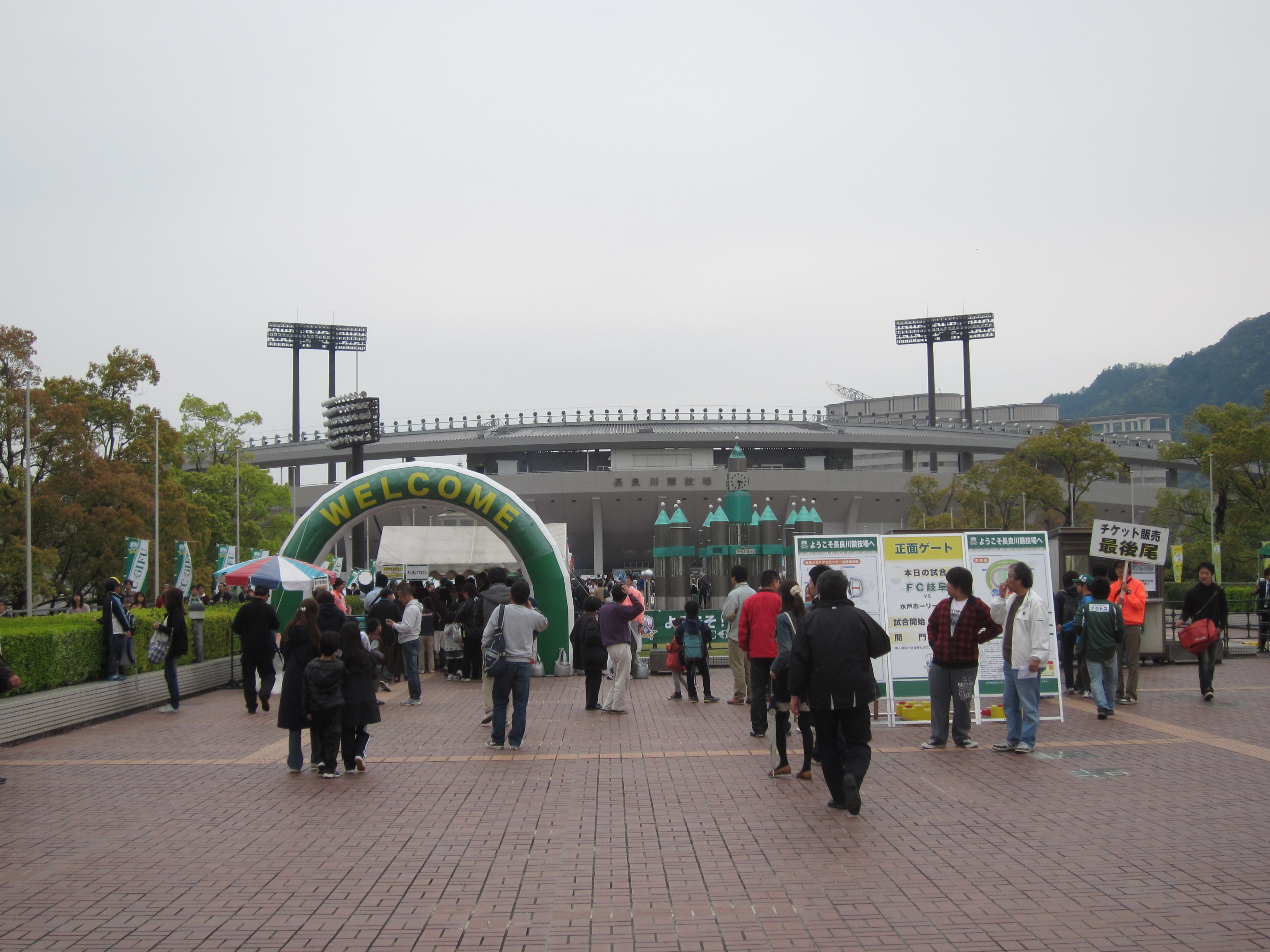
FC岐阜試合時の外観
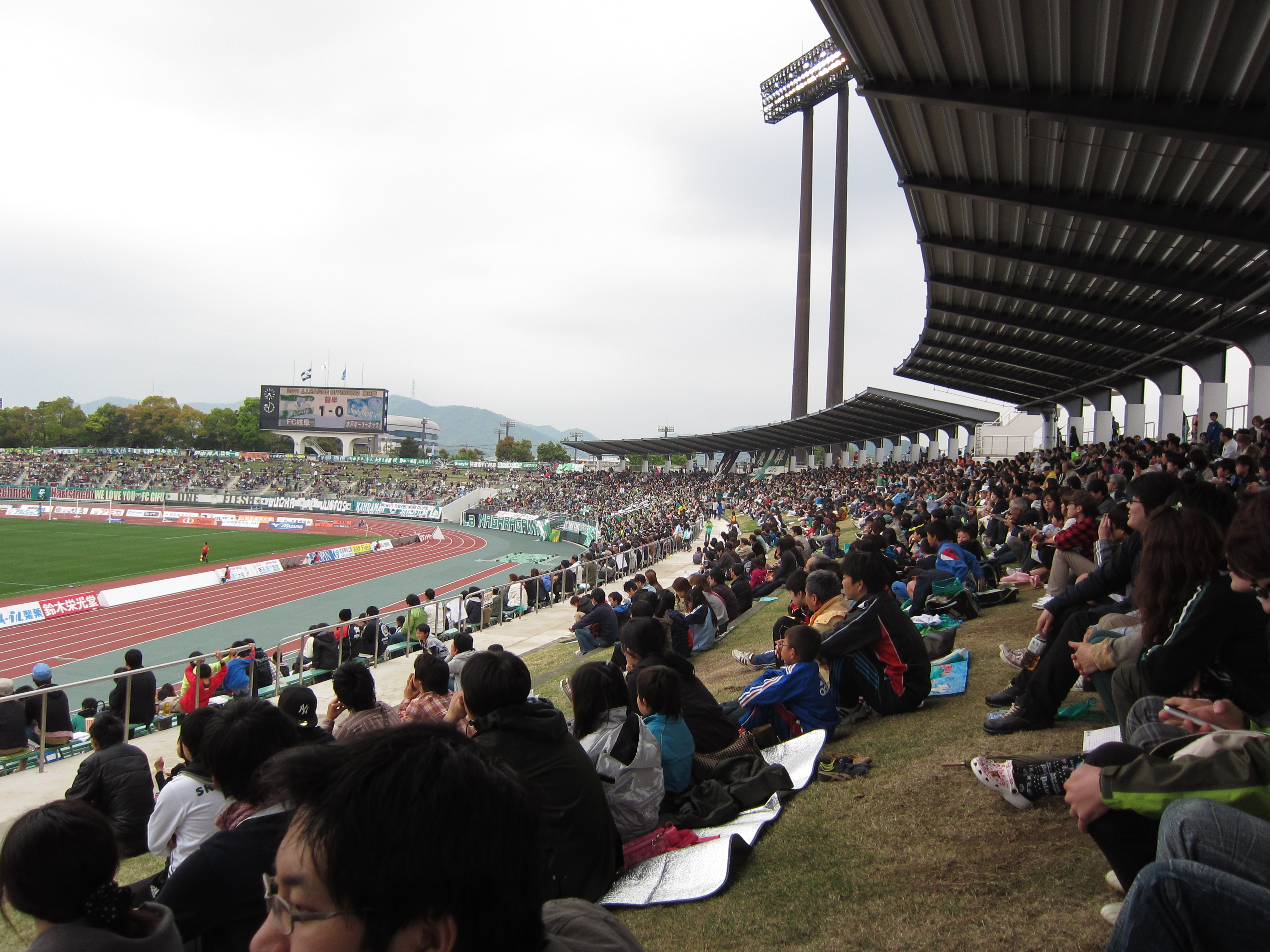
バックスタンドの様子
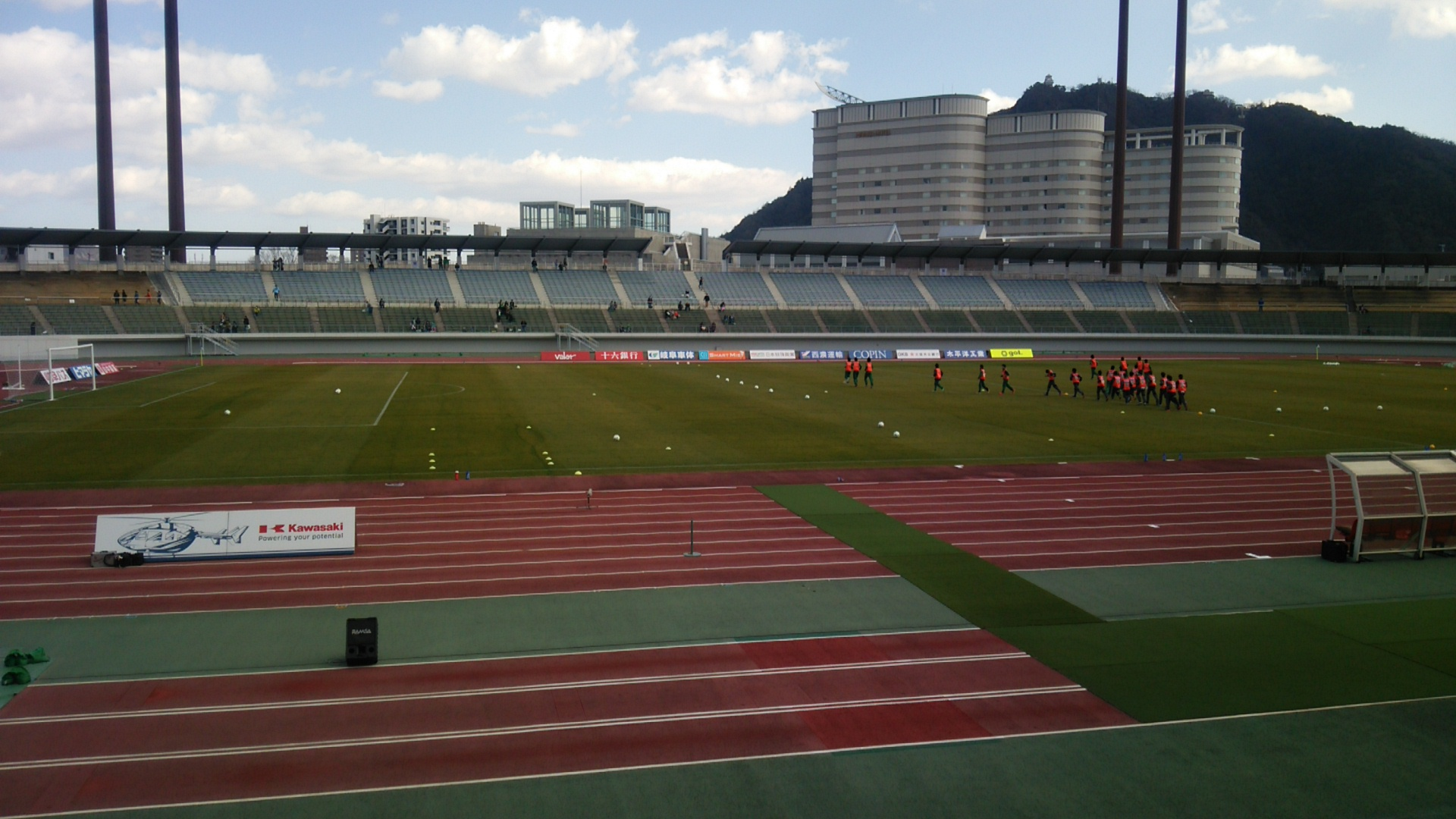
2016年2月に改修を終えたバックスタンド（上部青座席部分が改修対象）。
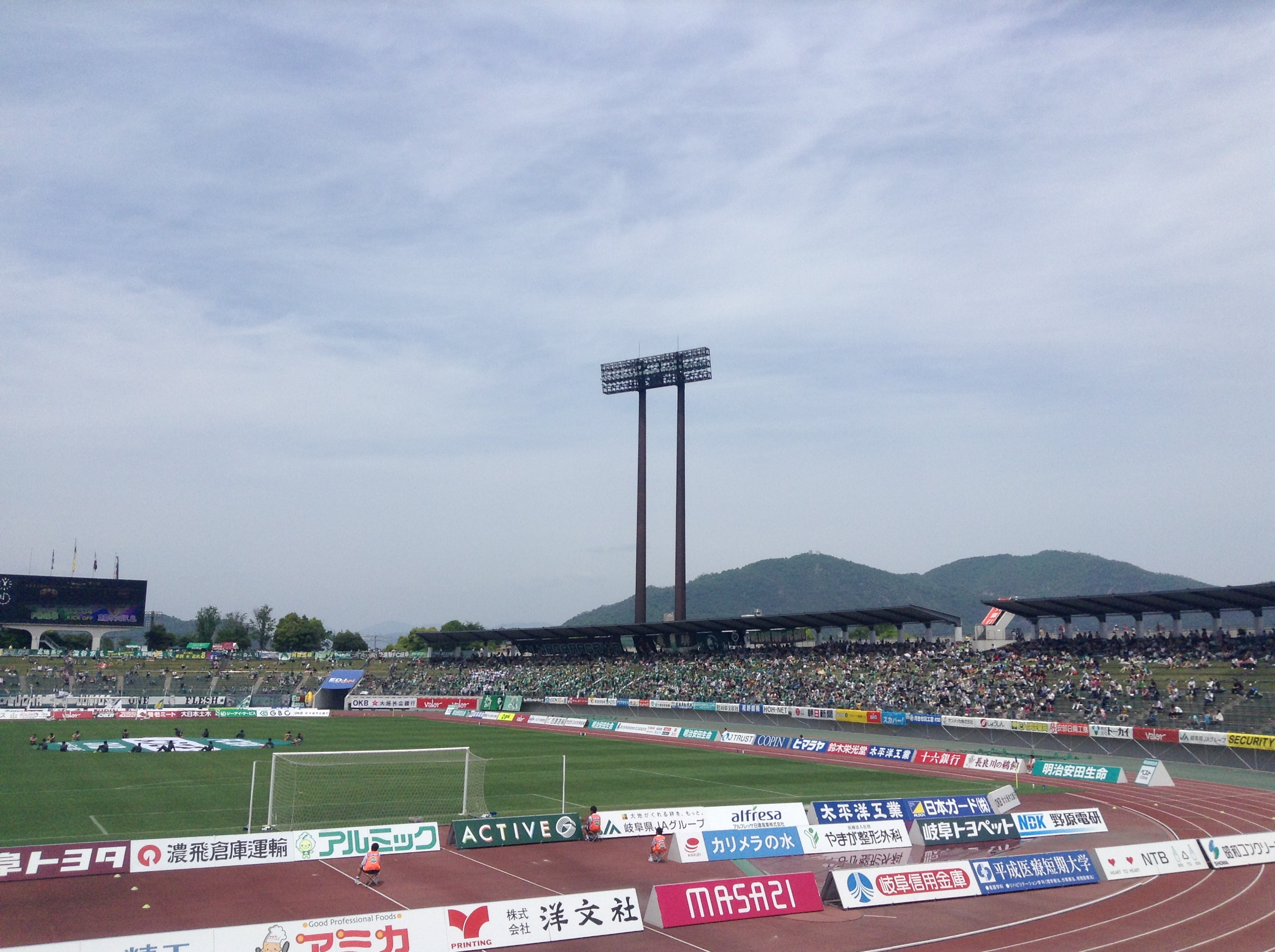
FC岐阜のサポーター
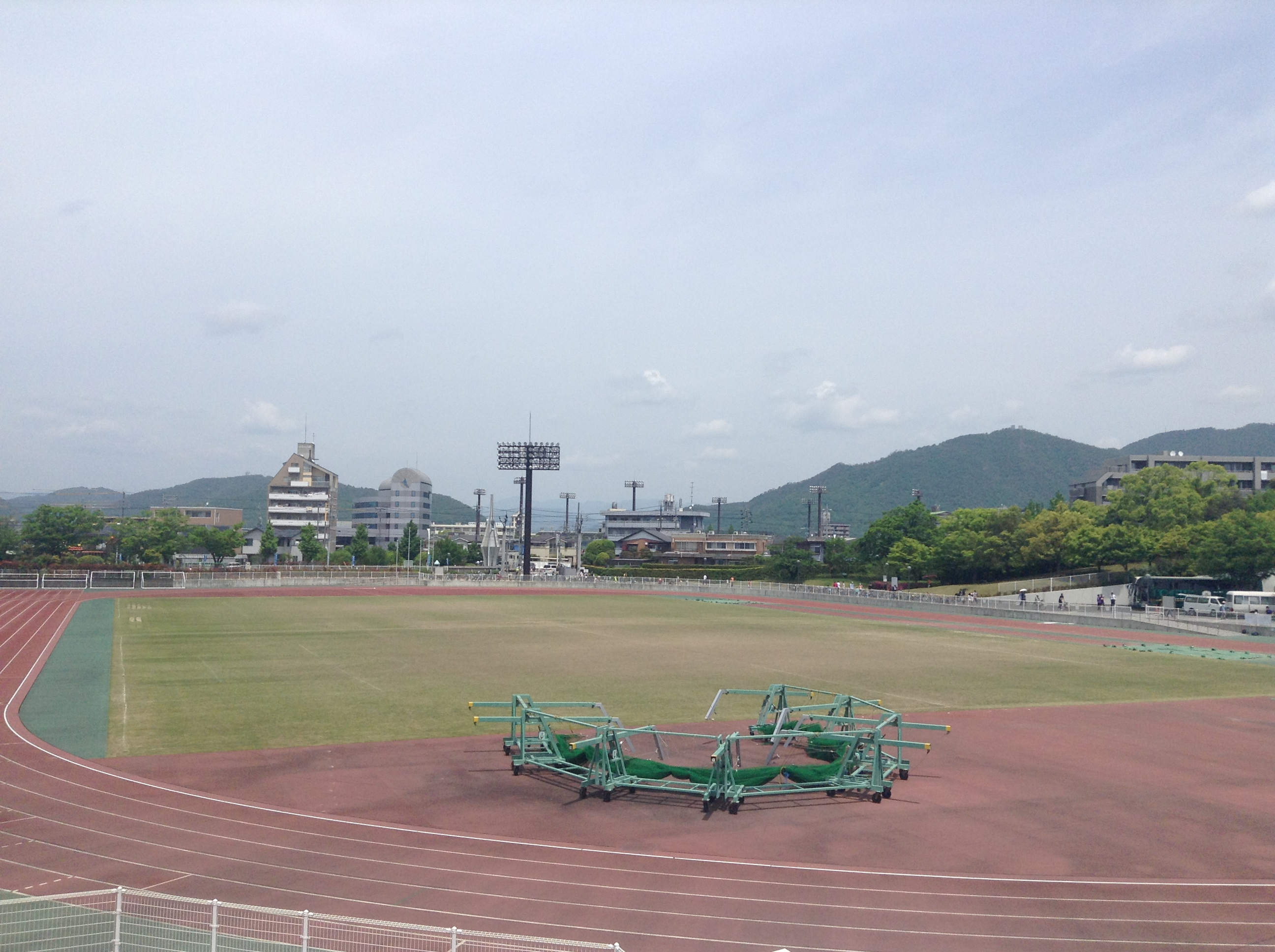
補助競技場